# I Dogi

Artuso smista il pallone durante Dogi – All Kiwis al Battaglini di Rovigo, 25 marzo 1989

I Dogi furono una selezione di rugby a 15 ad inviti dei migliori giocatori del Triveneto, area geografica d'Italia nella quale era altamente diffuso lo sport del rugby. La maglia della selezione era di colore amaranto con bordi dorati, volta a simboleggiare l'appartenenza territoriale.
Oggi il marchio è utilizzato dal Comitato Regionale Veneto della FIR per le proprie selezioni Under-15, Under-17, e Under-19 e la propria squadra di rugby in carrozzina.

## Storia
Fondati il 17 dicembre 1973 a Treviso, si affiliarono alla Federazione Italiana Rugby il 22 dicembre. In vent'anni di storia, la selezione presieduta da Tino Alessandrini disputò 22 incontri con formazioni di livello internazionale, collezionando 15 vittorie. L'esordio a Padova in data 18 maggio 1974 contro i SAARB Leopards, la rappresentativa del South African African Rugby Board, organismo che governava l'attività del rugby dei neri africani e coloured durante l'apartheid, terminò con una vittoria per 14-9. L'ultima partita, datata 17 novembre 1993, venne disputata a Treviso contro la selezione delle Zebre, che si imposero col punteggio di 23-33.
Nel 2009, a seguito dell'ingresso dell'Italia in Celtic League dalla stagione 2010-11, si parlò a lungo di una possibile candidatura di una franchigia mista, con i club Petrarca e Rovigo in testa, denominata “Dogi”, ma tale progetto, nei fatti, non si concretizzò.
Nel giugno del 2010 I Dogi si ricostituirono temporaneamente con giocatori provenienti dalla serie A, affrontando a Pordenone l'Albania XV, una selezione di giocatori albanesi militanti nelle varie divisioni del campionato italiano, e successivamente all'Aquila, in un triangolare a scopo benefico, contro le formazioni dell'Aquila e la rappresentativa nazionale dei vigili del fuoco di rugby.
Sempre a Pordenone, nel giugno 2011 I Dogi vennero ricostituiti in una selezione di rugby a 7 formata da giocatori militanti nelle squadre venete del campionato di Eccellenza, tra cui Ludovic Mercier, per partecipare alla Coppa Alpe Adria & Balcani. Oltre ai Dogi, alla Coppa parteciparono selezioni provenienti da Croazia, Albania, Serbia, Bosnia, Romania e Friuli. Approdata in finale, la selezione dei Dogi perse contro quella serba.
Tra febbraio e marzo 2014 si discusse nuovamente sulla possibile costituzione di una franchigia territoriale nel Triveneto, denominata “Dogi”, per partecipare al Pro12 e alle coppe europee nel quadriennio 2014-2018.
Soci di questa franchise sarebbero stati i più importanti club veneti: Benetton Treviso, Rovigo, Petrarca, Mogliano e San Donà; anche questa volta, però, tale progetto non si concretizzò a causa delle difficoltà organizzative.
Nell'aprile del 2015 Benetton, i club veneti d'Eccellenza e le associazioni dei club veneti di A, B e C e il comitato regionale veneto della FIR firmarono l'atto costitutivo dell'Unione Rugby Dogi.
L'obbiettivo dichiarato dell'Unione era quello di fungere da “grande scatola delle idee” per la promozione e lo sviluppo del Rugby Veneto, e ci si poneva come obbiettivo a breve termine l'organizzazione di attività di formazione per le società che vi appartenevano. Rimaneva comunque fra gli obbiettivi a lungo termine quello di far rinascere la selezione maggiore. Nel luglio dello stesso anno aderirono all'Unione anche le società di Udine e Pordenone.
Nonostante al momento non vi sia alcuna selezione senior che scenda in campo con la maglia dei Dogi, a rappresentarne il marchio vi sono in questa fase le formazioni Under-15, Under-17 maschile e femminile, Under-19 maschile e femminile gestite dal Comitato Regionale Veneto (CRV) e la squadra di rugby in carrozzina.

## Incontri disputati dalla selezione storica
| Data              | Luogo        | Avversario            | Risultato | Impianto                 |
| ----------------- | ------------ | --------------------- | --------- | ------------------------ |
| 18 maggio 1974    | Padova       | SAARB Leopards        | 14-9      | Stadio Silvio Appiani    |
| 18 maggio 1975    | Padova       | Univ. di Oxford       | 12-6      | Stadio Silvio Appiani    |
| 25 maggio 1976    | Padova       | Harlequins            | 17-14     | Stadio Silvio Appiani    |
| 2 gennaio 1977    | Londra       | Harlequins            | 16-9      | Twickenham Stoop Stadium |
| 2 giugno 1977     | Treviso      | Newport               | 12-4      | Stadio di Monigo         |
| 1º gennaio 1978   | Treviso      | Richmond              | 26-6      | Stadio di Monigo         |
| 2 giugno 1978     | Treviso      | Cardiff RFC           | 12-14     | Stadio di Monigo         |
| 4 giugno 1978     | Padova       | Rosslyn Park          | 20-18     |                          |
| 14 marzo 1979     | Montebelluna | Cantabrians           | 6-23      |                          |
| 7 ottobre 1981    | Mestre       | Écu d'Automne         | 19-13     |                          |
| 14 maggio 1982    | Padova       | Wasps                 | 33-12     |                          |
| 1º ottobre 1982   | Venezia      | Leinster              | 12-15     |                          |
| 23 maggio 1985    | Montebelluna | Welsh Academicals RFC | 40-21     |                          |
| 8 aprile 1986     | Rovigo       | Comité du Languedoc   | 23-0      |                          |
| 24 settembre 1987 | Padova       | Univ. di Oxford       | 42-14     |                          |
| 4 giugno 1988     | Montebelluna | Tolosa                | 3-80      |                          |
| 5 ottobre 1988    | Padova       | Glamorgan             | 36-15     |                          |
| 25 marzo 1989     | Rovigo       | All Kiwis             | 16-42     | Stadio Mario Battaglini  |
| 12 ottobre 1989   | Treviso      | Welsh Academicals RFC | 28-14     | Stadio di Monigo         |
| 10 aprile 1990    | Treviso      | All Kiwis             | 32-22     | Stadio di Monigo         |
| 10 ottobre 1991   | Rovigo       | Crawshay's Welsh RFC  | 23-37     | Stadio Mario Battaglini  |
| 17 novembre 1993  | Treviso      | Zebre                 | 23-33     | Stadio di Monigo         |

## Giocatori della selezione storica
Di seguito elencati alcuni dei giocatori internazionali per l'Italia selezionati nei Dogi:
- Stefano Annibal
- Giuseppe Artuso
- Gianfranco Barbini
- Tommaso Beraldin
- Arturo Bergamasco
- Stefano Bettarello
- Fiorenzo Blessano
- Lucio Boccaletto
- Stefano Bordon
- Umberto Casellato
- Enrico Ceselin
- Carlo Checchinato
- Oscar Collodo
- Fabio Coppo
- Umberto Cossara
- Mariano Crescenzo
- Mauro Dal Sie
- Vittorio D'Anna
- Elio De Anna
- Mose De Stefani
- Raffaele Dolfato
- Piero Dotto
- Piergianni Farina
- Roberto Favaro
- Adriano Fedrigo
- Bruno Francescato
- Ivan Francescato
- Nello Francescato
- Gianni Franceschini
- Antonio Galeazzo
- Mauro Gardin
- Manrico Marchetto
- Lucio Marsoni
- Pietro Monfeli
- Alberto Osti
- Mario Piovan
- Giancarlo Pivetta
- Vittorio Pesce
- Pasquale Presutti
- Stefano Rigo
- Claudio Robazza
- Guido Rossi
- Nino Rossi
- Alvise Russo
- Roberto Saetti
- Andrea Scanavacca
- Claudio Torresan
- Angelo Visentin
- Alessandro Zanella
- Gianni Zanon